# Voto di scambio
Il voto di scambio è un fenomeno che, nell'ambito della politica, si riferisce all'azione di un candidato il quale, in cambio di favori leciti o illeciti, prometta a un elettore di ricambiare il voto da parte di quest'ultimo con un tornaconto personale, o con una promessa dello stesso.
Perché ci sia reato non c'è bisogno dello scambio di beni o di prestazioni, ma è sufficiente la promessa o l'accordo fra le due parti.
È praticato talvolta da organizzazioni criminali, spesso di tipo  mafioso, d'intesa con gruppi politici: questa fattispecie  nell'ordinamento italiano definisce il reato di  scambio elettorale politico-mafioso.

## Storia
Il reato era già codificato anche nel diritto romano: la fattispecie era prevista da una lex Baebia e poi confermato da una Lex Tullia proposta da Cicerone.
Il reato di ambitus colpiva comportamenti paragonabili al voto di scambio attuale. Fu però proprio Cicerone che assunse la difesa di Lucio Murena accusato di tale reato. L'orazione dal titolo pro Murena ci è pervenuta.

## Tipologia
È possibile distinguere tra un voto di scambio cosiddetto "legale" e uno "illegale".
- Il voto di scambio "legale" è frutto del clientelismo politico e consente, a chi ne usufruisce, di vedere soddisfatta una propria richiesta legittima in cambio del voto. Si pensi a un campo destinato all'agricoltura che diventa edificabile, in seguito alla modifica del PGT. Se tale modifica di destinazione d'uso è fatta nel rispetto delle norme vigenti non determina alcun reato, ma consente al proprietario del terreno di vedere legalmente accresciuto il proprio patrimonio personale. In cambio il politico guadagna il consenso di quell'elettore.
- Il voto di scambio "illegale" è quello in cui un politico offre in cambio del voto qualcosa che non è legittimato a offrire. Per esempio un posto in un'Amministrazione pubblica con un concorso pubblico addomesticato o il condono di un abuso edilizio non condonabile o il cambio della destinazione d'uso di un immobile in violazione alle norme del PGT.

## Nel mondo

### Italia
In Italia il voto di scambio non è di per sé una fattispecie di reato autonoma, tranne che nel momento in cui possa essere ascritto a soggetti a cui possa essere contestata attività di cui all'art 416 bis del codice penale italiano. Il voto di scambio può manifestarsi in un rapporto diretto fra politico ed elettore e/o con l'interposizione di interessi di organizzazioni mafiose, in cambio di denaro o di una raccomandazione per un posto di lavoro. Nel 1992 venne introdotta, per contrastare le organizzazioni di stampo mafioso la fattispecie dello scambio elettorale politico-mafioso.
Il 16 aprile 2014 il senato ha approvato in definitiva la modifica dell'art 416 che disciplina le sanzioni penali sul voto di scambio politico-mafioso. Il nuovo testo dell'articolo 416-ter prevede che chiunque accetti la promessa di procurare voti in cambio dell'erogazione o della promessa di erogazione di denaro o di altra utilità (cancellato il termine ''qualsiasi'' riferito ad altre utilità) è punito con la reclusione da 4 a 10 anni mentre, nella vecchia formulazione, la reclusione era compresa da 7 a 12 anni. Votarono a favore della riforma: Sel, Scelta civica, PI, Autonomie, Gal, Ncd, Fi, e Pd. La Lega Nord si astenne, mentre votarono conto i senatori M5S (proprio a causa della diminuzione degli anni di condanna inizialmente previsti). Con la dizione <<altra utilità>> si intende anche un contratto di lavoro.

### Voto di scambio e elezioni primarie
Il voto di scambio non è penalmente perseguibile nell'ambito delle elezioni primarie che sono questione interna ai partiti politici e regolata dai rispettivi statuti, non da leggi ordinarie dello Stato che possano prevedere una figura di reato e l'arresto. Infatti, diversamente dagli Stati Uniti dove le elezioni primarie sono previste in Costituzione per tutti i partiti e regolate quindi da leggi, in Italia sono i singoli partiti a decidere lo svolgimento di elezioni primarie e a gestirne la relativa organizzazione.

Pur recependo pienamente (o copiando per esteso) la legge elettorale nazionale, quindi con le stesse garanzie di base di voto personale, eguale, libero e segreto, la violazione di queste regole previste negli Statuti interni di partito può concretamente essere "punita" con l'espulsione dell'iscritto e la dichiarazione di nullità della scheda elettorale relativa.

#### Voto di scambio e ricatto occupazionale
A volte si tratta di vere e proprie somme di denaro di piccola entità, specialmente per le elezioni minori (comunali o provinciali). Più spesso si tratta di favori meno palesi da individuare.
Da quando, ad esempio, esistono leggi che permettono contratti di lavoro di tipo flessibile (a tempo o collaborazione), chi ha il potere di offrire lavoro, cioè imprenditori o anche amministratori al potere desiderosi di ricevere la conferma del loro mandato, usano assumere, o promettono solo di farlo prima delle elezioni, ingenti numeri di giovani con contratti precari, così da forzarli al voto per loro in cambio della conferma del lavoro. Questo poteva accadere anche in passato da parte di chi opera nel nero ed è molto più frequente in realtà di forte disoccupazione, per lo più al sud.
In questo caso il "voto di scambio" è legato a un più generale ricatto occupazionale che permette, grazie alla disoccupazione, di acquisire grandi poteri sulla pelle, e grazie a volte alla complicità, di chi abbia bisogno.

#### Voto di scambio e organizzazioni criminali
Altre forme più gravi, quanto efficaci, di "voto di scambio" sono quelle per cui viene sfruttata, nel corso di consultazioni elettorali, l'influenza che gli ambienti mafiosi esercitano su gran parte della popolazione per far confluire i voti su una determinata parte politica che ha favorito, con leggi o con la concessione di appalti per la costruzione di opere pubbliche, lo sviluppo delle attività imprenditoriali della mafia.
Questo fenomeno ha avuto inizio alla fine degli anni cinquanta del XX secolo quando il fenomeno mafioso cominciò ad assumere le caratteristiche tipiche di una  azienda multinazionale e si è radicata nel settore delle costruzioni e della finanza internazionale.
Questo ovviamente può avvenire anche in maniera meno grave, attraverso gruppi che hanno una qualsiasi influenza, imprenditori, enti religiosi, sindacati, associazioni; ciò che però rende l'atto illegale e spregevole è l'abuso di potere teso a elargire favori, spesso illegali, in cambio del voto o anche la coercizione al voto da parte di chi ha, non un'influenza, bensì un potere sociale che gli permette il ricatto.

#### Il rilevamento illecito del voto
Detto questo, il problema del "voto di scambio" è sempre quello di riscontrare oggettivamente che quella persona in particolare abbia votato quel partito, uomo politico preciso, il che sarebbe teoricamente impossibile grazie al voto segreto.
In realtà di metodi ce ne sono diversi, specialmente grazie alla preferenza, in cui si scrive il nome del candidato e lo si può scrivere in modo riconoscibile e alla presenza di tanti seggi che delimitano molto il loro àmbito, da quando però esistono e sono così diffusi apparecchi fotografici di piccole dimensioni e digitali, quindi senza meccanismi rumorosi, il "voto di scambio" è diventato semplicissimo da effettuare. L'elettore corrotto entra nel seggio elettorale, segna la scheda e la fotografa con il telefono cellulare o la fotocamera, poi mostra la fotografia al politico o chi per lui che gli elargirà il favore richiesto.
Per questo motivo, durante il Governo Prodi II, sono state stabilite con decreto il 1º aprile 2008 regole severe e pene esemplari fino all'arresto per chi si reca a votare munito di una fotocamera inclusa quella del telefono cellulare.